# パンツァーファウスト

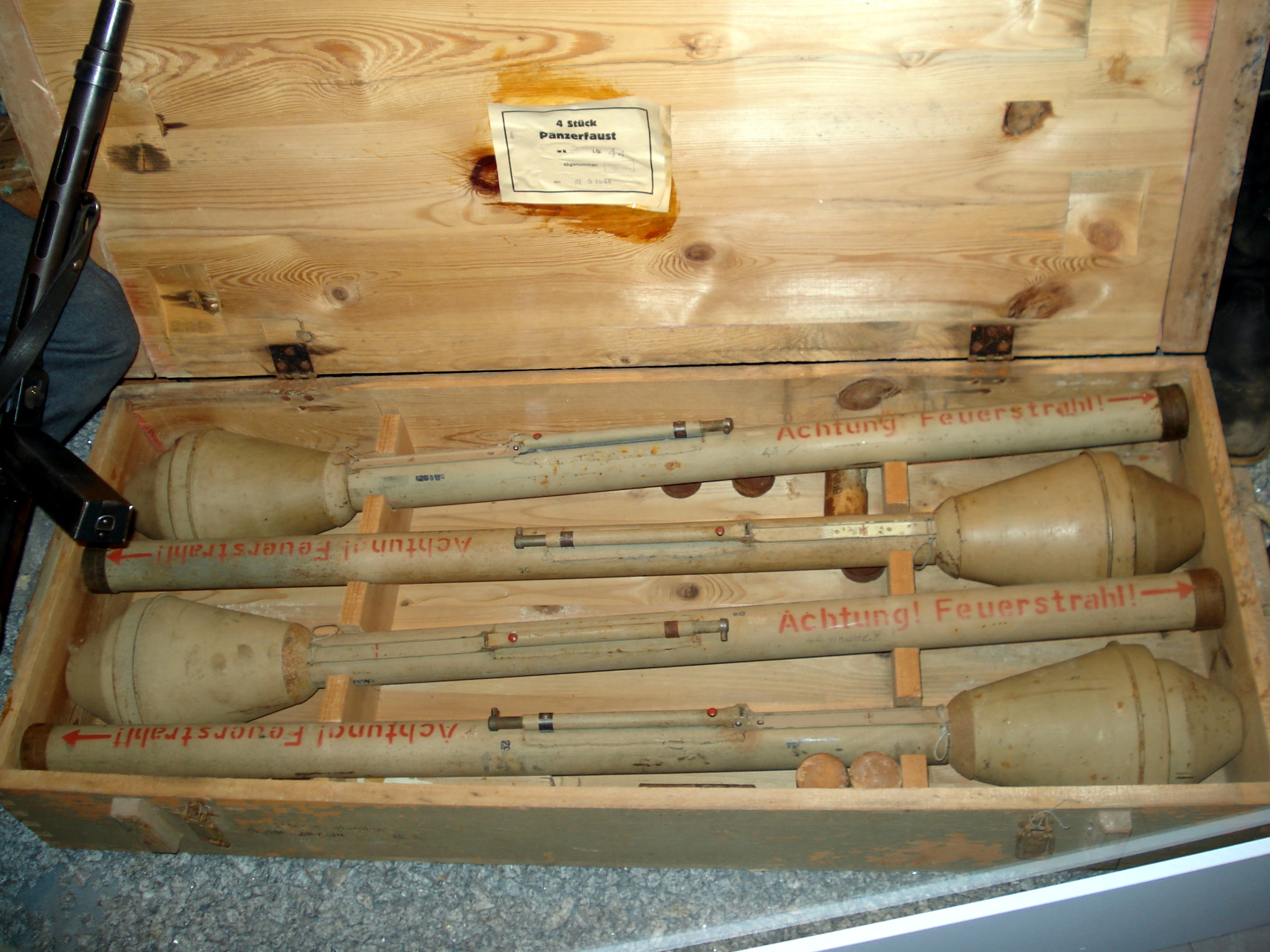
1944年にフィンランド国防軍に提供されたパンツァーファウスト30
4本入の専用木箱に納められている。砲身の後半には噴焔への注意書きがある。また丸いトリガーボタンが赤色に塗られている。

パンツァーファウスト（独：Panzerfaust）は、第二次世界大戦中のドイツ国防軍が使用した携帯式対戦車擲弾発射器である。「ファウストパトローネ（Faustpatrone, 「拳の弾薬」）」とも呼ばれた。

## 概要

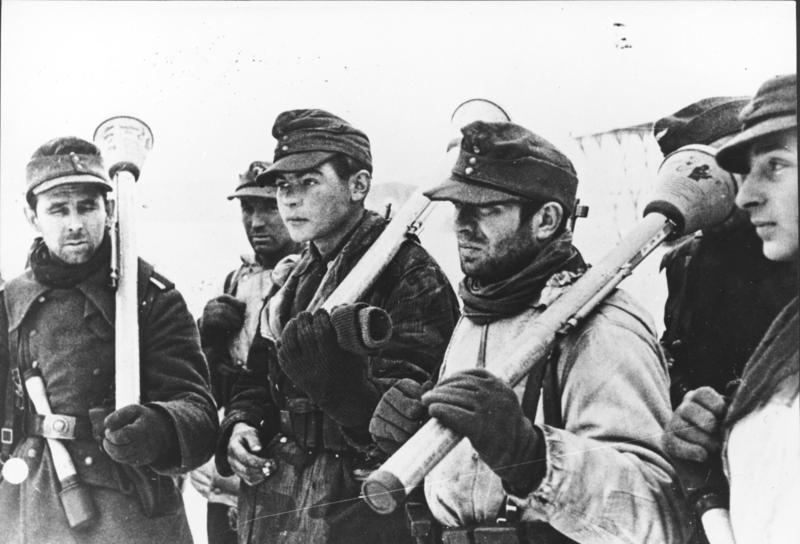
パンツァーファウストを装備する東部戦線のドイツ兵（1945年）

1943年に生産・配備が開始されたパンツァーファウスト30 Klein（ファウストパトローネ）を筆頭に1945年のナチス敗北までにいくつかの改良型が生産された使い捨て式の無反動砲の一種であり、弾体はロケット弾とは異なり、推進剤を内蔵しない。
フーゴ・シュナイダー社（HASAG）で開発され、1943年夏から生産された。シュリーベン強制収容所（KZ Schlieben）が量産を担当し、月産150万発の要求を満たすために収容者が酷使された。構造の単純さとその有効性から量産され、末期のドイツ陸軍を写した写真資料にも残る。複数本の携帯も可能だったため、一人で多数の車両を破壊した兵士も多いとされる。
最後に生産された150型と終戦に間に合わなかった250型は、戦後にソビエト連邦で模倣され、RPG-2やその改良型であるRPG-7に発展して大量生産された。また、スウェーデンもコピー型のPansarskott m/45や46を生産した。
戦後のドイツにおいても“パンツァーファウスト”の名称は引き継がれており、ドイツ連邦軍はデュナミット・ノーベル社（Dynamit Nobel AG）により開発されたパンツァーファウスト3を配備し、日本の陸上自衛隊でもIHIエアロスペース社によるライセンス生産品が使用されている。これは、旧来のパンツァーファウストよりもソ連で独自に発展したRPG-7に近い、弾頭にロケット推進機能のある携帯無反動砲となっている。

## 構造

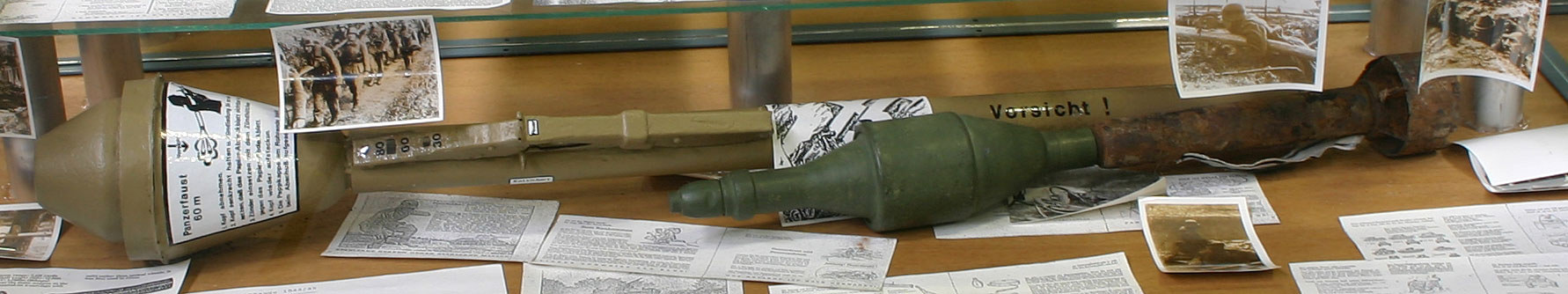
パンツァーファウストとパンツァーシュレックの8.8cmロケット弾（右）

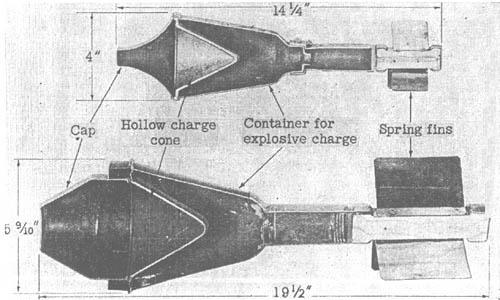
パンツァーファウスト30 Kleinおよびパンツァーファウスト60の弾頭部の断面図

パンツァーファウストは第二次世界大戦後半において戦争資源の不足する状況においても大量生産・大量配備を可能とすることを前提としていたため、簡易な構造かつ省資源での生産が行えるように設計された。
軍用車両のトーションバーカバーを転用したとされる直径5cm、長さ1mの鉄パイプ製発射筒の上面に簡素な照準器と発射装置を備える。発射筒内には発射薬として少量の黒色火薬が充填され、先端には直径15cmの弾頭が装着されている。弾頭の後部には信管と安定翼を取り付けた棒があり、ここが発射筒に挿入され、板ばねで固定されている。クルップ式無反動砲であり、弾体に推進力は無い。発射筒は使用後に破棄される使い捨て兵器だが、これを回収して工場で再生することができ、150型では使用者による約10回の再装填が可能になった。
製造の簡単な個人用使い捨て兵器として開発されたため、高度な照準装置は備えられておらず、照準器に空けられた穴を照門、穴を通して見える弾頭の頂点を照星とする簡素な構造となっている。発射姿勢は筒の部分を上腕と脇の間に挟んで構えるもので、照準器を使わず至近距離から発射する場合は肩に担ぐ場合もあった。
初期の30型では安全ピンを引き抜き板状の照準器を起こすと、撃発装置のボルトを前方に押してスプリングを圧縮できるようになり、押し込んだボルトを90度回転させて固定し、上面のトリガーボタンを押して発射する。しかしこれは操作時に暴発事故が起こりやすく死傷者が発生したため、60型以降は安全装置を兼ねた照準器を、畳まれた状態から射撃位置に引き起こすだけで発射可能になり、撃発装置の上部にあるレバーを押し下げると板バネ状の撃鉄が作動して雷管を叩き、発射薬が点火される。
弾頭はモンロー/ノイマン効果による貫徹力を発揮する成形炸薬弾となっており、内部に漏斗型のへこみが付けられ、へこみの表面にはライナーと呼ばれる銅や鉄などの密度が高い金属の内張りがはめこまれていた。後部には折りたたまれた状態の4枚の安定板が装備されている。弾頭が発射されると、その後方で4枚の安定翼が開き飛翔する。飛翔した弾頭が装甲板に命中すると、炸裂した装薬が発生させた爆轟波によりライナーは動的超高圧になり崩壊し、液体金属の超高速噴流（メタルジェット）が発生、これにより対装甲貫通力を発揮する。

## 使用法

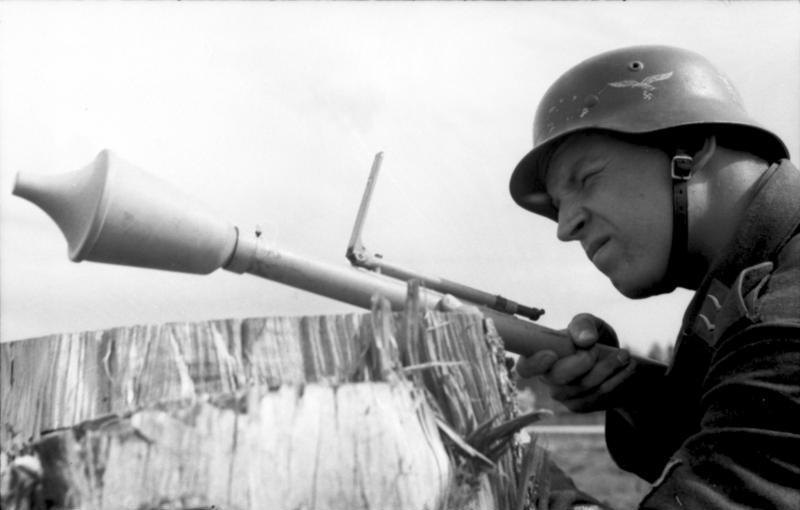
訓練においてパンツァーファウスト30 Kleinを構えるドイツ空軍の上等兵。発射器を握った右掌の前にコッキングレバーなど撃発装置があり、その前端上側（起こされた照準器の根元の右側）にトリガーボタンが写っている。

パンツァーファウストの弾頭は飛翔速度が低いために弾道が山型を描き命中精度が低く、実戦での使用に当たってはできるだけ近距離から発射したり複数の射手が同時に同じ目標を狙うことで補うことが指示されていた。これは、第二次世界大戦以降も携帯式対戦車兵器の戦法として用いられている。また、本体を固定してロープやワイヤを撃発装置に繋ぎ、敵戦車がそれらを引っ掛けると発射されるブービートラップとしても使用できた。
後方爆風による危険性は他のロケットランチャーや無反動砲同様に存在し、マニュアルでは射撃時に後方10m以内に入らないよう指示されていた。例えば伏せ撃ちの場合、真後ろに脚があると火傷を負うことになるため、体を捻るように構える必要があった。

## 実戦

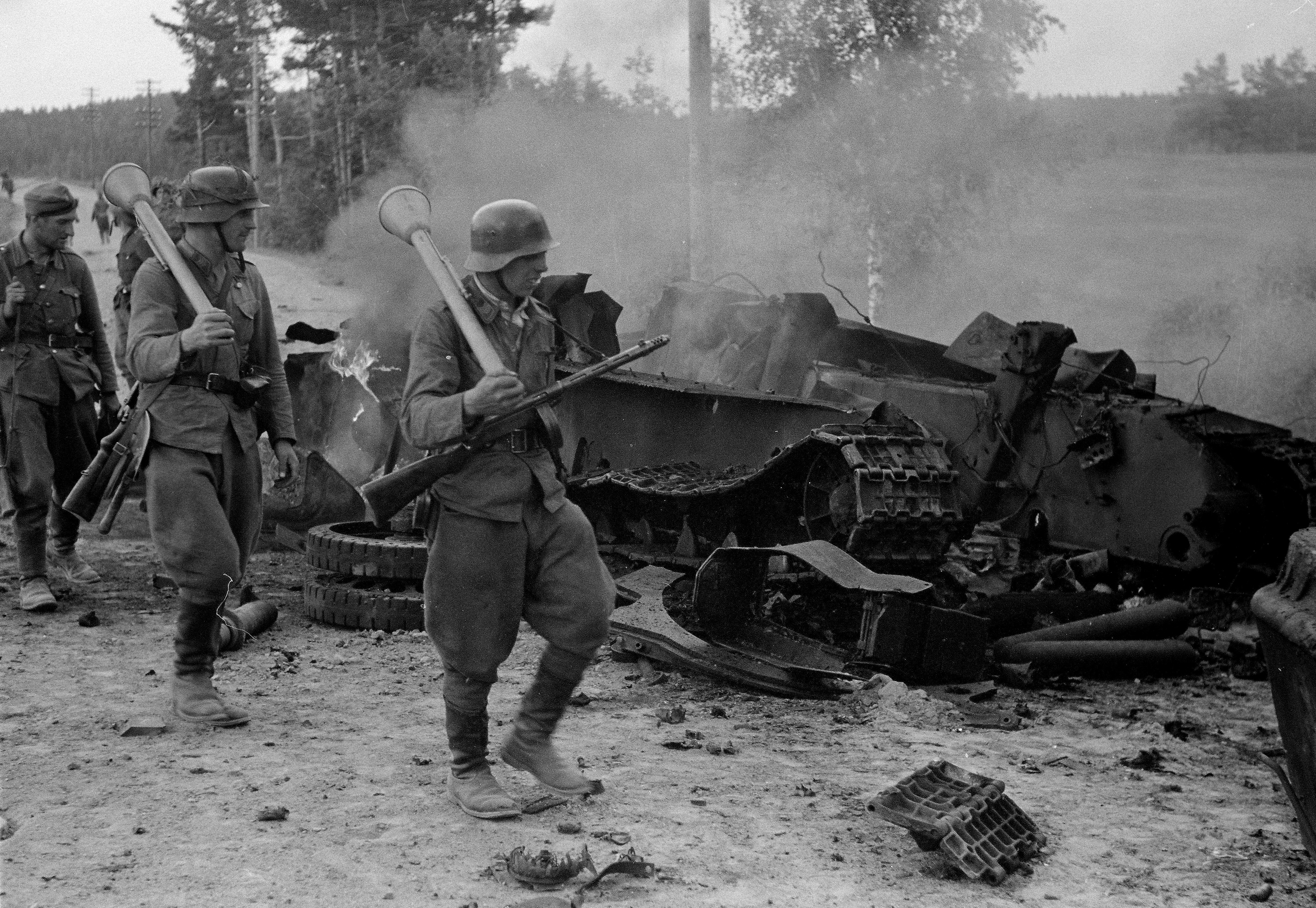
パンツァーファウストを担ぐフィンランド軍の対戦車兵。背後の残骸は突撃砲からの攻撃を受けて撃破されたT-34戦車（1944年6月の撮影）

パンツァーファウストは初期の小型弾頭の「クライン」では約140mm、後の型は約200mmの装甲板を貫徹する能力を持ち、当時の連合国軍の全ての戦車を撃破可能だった。そして、大戦後半のあらゆる戦線で用いられ、特に歩兵の支援の無い戦車にとっては脅威となる存在であった。
パンツァーファウストを使って目覚しい戦果を上げた例として、1945年4月の戦車師団「クラウゼヴィッツ」麾下の戦車猟兵大隊に所属するグスタフ・ヴァレ大尉以下3名の防御戦闘がある。彼らは30輌のチャーチル歩兵戦車中隊をイルツェン近郊で迎え撃ったが、この戦車中隊は随伴歩兵を連れておらず、ドイツ兵を視認できずに一方的に22輌を撃破された。ヴァレ大尉以下全員は負傷したものの、生還し騎士鉄十字章を授与されている。
また誤射で第512重戦車駆逐大隊第2中隊のヤークトティーガー1両を撃破してしまった事例もある。
ベルリン攻防戦では国民突撃隊に一人一本提供され「銃はなくともパンツァーファウストはある」という状況も生じた。
連合軍側にも大量に鹵獲され、同様の装備を持たないソ連軍歩兵には重宝され、主にトーチカに対して使用したり、ベルリンの市街戦では建物の壁を破壊して侵入するのに多用され、指揮官のゲオルギー・ジューコフが使用を推奨している。
その一方で、アメリカ軍では誤用や安全装置の不備による事故を防ぐため使用禁止の通達が出されている。ただし、例外的に第82空挺師団がマーケット・ガーデン作戦やバルジの戦いで使用している。他にも米陸軍兵士が構えている写真があり、実際はアメリカ軍においても積極的に鹵獲、使用がなされていたと思われる。

## 各型および派生型
パンツァーファウスト30 Klein（ファウストパトローネ）
射程：30m 重量：3.2kg 装甲貫徹力：140mm
パンツァーファウスト30（ファウストパトローネ2）
射程：30m 重量：5.1kg 装甲貫徹力：200mm 1943年8月制式化。
パンツァーファウスト60
射程：60m 重量：6.1kg 装甲貫徹力：200mm 1944年10月制式化。
パンツァーファウスト100
射程：100m 重量：6.8kg 装甲貫徹力：200mm 1944年11月制式化。
パンツァーファウスト150
射程：150m 重量：7kg 装甲貫徹力：200mm以上 1945年1月制式化 限定配備。
パンツァーファウスト250
射程：250m 計画・試作のみ 後にソ連によりRPG-1、2に発展。
パンツァーファウストの発展型として、航空機から発射して敵戦車や爆撃機を攻撃する、口径50mmのイェーガーファウスト（ゾンダーゲレート SG 500）も試作された。シュレーゲムジークのように斜め上向きに固定された発射器を機体の胴体か主翼に搭載し、目標の下を航過する際に金属の磁力を感知して自動的に発射するように設計されていた。メッサーシュミット Me163などの迎撃戦闘機に搭載し、爆撃機の下に高速で進入し攻撃する予定であった。対爆撃機用は火力を増強するため斜め上方に向け多連装で搭載された。しかし、試験時に暴発して一斉発射され、機体が損傷したこともあり、実用には至らなかった。発射器を斜め下に向けることで対戦車攻撃を行うプランもあったが、実験の失敗で計画が中止となり実現しなかった。
歩兵用の対空兵器として、ヒューゴ・シュナイダーAGによりルフトファウストA型が試作された。この初期のタイプはパンツァーファウストに近い構造であったが、後に発射原理の異なるロケット発射器であるルフトファウストB型、改めフリーガーファウストに発展した。

## 登場作品

### 映画
『橋』
徴兵された少年兵らが使用。発砲時に真後ろにいたため、後方噴焔を浴びた人物が死傷する描写がある。
『戦場のピアニスト』
ワルシャワ蜂起の戦闘で、レジスタンス戦闘員がパンツァーファウストを警察署の窓に撃ちこむ。
『タリ＝イハンタラ 1944』
タリ＝イハンタラの戦いを描いたフィンランド映画。ドイツから購入したばかりのパンツァーファウストを、習熟していないまま実戦で使った兵士が自分の胸に当てた構えで発射、敵戦車を撃破するも死亡する描写がある。
『フューリー』
ヒトラーユーゲントとドイツ軍、武装親衛隊の対戦車兵器として全般に渡ってパンツァーファウスト 60が登場する。ヒトラーユーゲントが使用した際には森の中に隠れ、主人公らの戦車小隊を待ち伏せし、先頭を走っていたパーカー中尉のM4 シャーマンを撃ち抜き炎上撃破させる。武装親衛隊が使用した際には主人公らが乗るM4A3E8 シャーマン「フューリー」に対して撃ち込むが、煙幕を展開していたために何発かは外れ、ようやく命中した1発が砲塔を貫通、砲塔内に居た装填手のクーンアスの上体に命中し戦死させる。
『ジョジョ・ラビット』

### 漫画・アニメ・小説
『HELLSING』
ミレニアム大隊が使用する。
『鏖殺の凶鳥』（文庫名：『凶鳥〈フッケバイン〉 ヒトラー最終指令』）
ドイツ国防軍の降下猟兵らが使用。序盤の戦闘でT-34を撃破したほか、中盤の戦闘では「異形者」に向けて発射され、数人を吹き飛ばす。
『ガンダムシリーズ』
ザクIIやケンプファーなどのジオン公国製MSが装備するロケットランチャー「シュツルムファウスト」のモデルになった。
『軍オタが魔法世界に転生したら、現代兵器で軍隊ハーレムを作っちゃいました!?』
単行本、コミックス共に主人公らが製作使用している。実際の火薬ではなく魔法エネルギーを炸裂材にしている。
『ストライクウイッチーズ 劇場版』
劇中盤にてネウロイ捜索中のゲルトルート・バルクホルン大尉が装備・使用しネウロイを撃墜している。
『ストライクウィッチーズ ROAD to BERLIN』
ウルスラ・ハルトマンが試作武器としてパンツァーファウスト250を出している。
『世界征服〜謀略のズヴィズダー〜』
ピェーペル将軍の装備として登場。だが、基本的に打撃武器として扱っている。
『タイムトルーパー』
小林源文のSF劇画。劇中ドイツ軍が使う他、未来からタイムスリップしてきた火星軍の軌道降下兵達が戦場で拾ったが、何に使う物かが分からずに撃発して真上に撃ち上げてしまい、落下してきた弾頭から慌てて逃げる羽目に陥る。
『同志少女よ、敵を撃て』
国民突撃隊の少年兵が使用。主人公らソ連兵の乗るアメリカ製ハーフトラックに向けて発射しようとしたが、発射直前に主人公の狙撃で少年兵が負傷し、あらぬ方向へ発射されたことで被害はなかった。
『独立戦車隊』
「Jungle Express」にて、後半、有村大尉がベロフから受け取って発射し、反乱を起こした日本陸軍の九三式装甲自動車を小破させる。
『特攻元帥』
N95『鋼鉄の虹』の漫画。1938年にグリューネラント軍のカルガニコ中佐がベルリンで使用（この世界はIV号戦車F2型など、一部の兵器が史実よりも早く実用化されている）。
『豹と狼-ドイツ5号戦車1944』
西部戦線でオリガが使用し、M4中戦車を二両撃破する。
『夜明けの旅団』
都市各所にある隠し武器備蓄倉庫の一つに格納してあった。ヨーカーの巣である下水口破壊に使用。

### ゲーム
『PLAYER UNKNOWN'S BATTLE GROUND』
モバイル版のKarakinにて登場。メインウェポンのロット一つを使うにもかかわらず、使い捨てであるため最大2本（2発）しか携行できない。
『The Saboteur』
「Siegfaust II」の名称で登場する。実物とは違い、ピストルグリップとトリガーが装着されている。
『WORLD WAR HEROES』
モバイル版にて初期装備のひとつとして登場。照準を覗く際にフロントサイトを起こしあげるモーションが発生する。
『コール オブ デューティシリーズ』
『CoD』
ドイツ軍のロケットランチャーとして登場する。
『CoD:UO』
マルチプレイの一部マップに配置されている。
『CoD2:BRO』
ドイツ軍のロケットランチャーとして登場する。
『cod vanguard』
ロケットランチャー枠として登場する。

『スナイパーエリートV2』
一部マップに落ちており、拾って使用することが可能。敵の戦車を一撃で破壊できる。他のスナイパーエリートシリーズでも確認でき、使用できる。
『トータル・タンク・シミュレーター』
ドイツ軍の突撃兵とATR（対戦車ライフル兵）がパンツァーファウスト60を装備している。
『バトルフィールドV』
突撃兵のガジェットとして登場。構えたときに照準を起こすモーションが再現されている。ほとんどの航空機を一撃で破壊可能だが、戦車は一発のみでは破壊できないので、撃破するには味方と協力することが重要になる。PIATやM1A1バズーカなどから陣営関係なく好きな武器を選択できる。
『Enlisted』
ノルマンディーキャンペーンとベルリンキャンペーンでパンツァーファウスト60とパンツァーファウスト100が登場。
『Heroes and Generals』
マップ内のリスポーン地点や目標建物の敷地内で拾得できる対戦車兵器としてパンツァーファウスト60が登場するが、90m先まで照準できる。

『Wolfenstein: Enemy Territory』
Soldierクラスが利用可能。ゲーム内では戦車などの乗り物への攻撃にも使えるが、専ら対人砲として使われる。